# Adegas (Crato)
Adegas era, em 1747, uma pequena aldeia portuguesa do termo da vila de Pedrógão Dáquem, ou do Crato (Portalegre), Provedoria de Tomar, Ouvidoria e Correição do Priorado do Crato, Província da Estremadura.